# Птолемей (военачалник)
Вижте пояснителната страница за други личности с името Птолемей.
Птолемей (на старогръцки: Πτολεμαῖος, Ptolemaios или Polemaios), син на Птолемей (?), е македонски военачалник по време на диадохските войни през IV век пр. Хр. Той е племенник на диадох Антигон I Монофталм. Неговият брат вероятно е флотския командир Диоскурид († сл. 313 г. пр. Хр.).
Птолемей защитава през третата диадохска война през 313 г. пр. Хр. за чичо му брега на Кария. Той унищожава войска на Касандър и след това на Хелеспонт се бие успешно против Лизимах. За да заздрави позицията на Антигонидите в Мала Азия, той се жени за дъщерята на могъщия тиран Дионисий от Хераклея.
През 313 г. пр. Хр. той е изпратен в Европа със 150 кораба и земна войска и акостира в Беотия. През 312 г. пр. Хр. Телесфор, друг племенник на Антигон, се отказва от чичо си и отива към Касандър. Птолемей го залавя в Елида и предава обратно открадното от него богатство от олимпийския храм. До края на третата диадохска война 311 г. пр. Хр. Птолемей завладява за чичо си почти цяла Гърция, само Атина държи към Касандър.
През 309 г. пр. Хр. Птолемей заедно със сатрап Фойникс се отказва от чичо си. Птолемей тръгва с флотата и войската си и Гърция попада отново към Касандър. Той тръгва към остров Кос, който малко преди това е завладян от египетския владетел Птолемей I Сотер, за да се съюзи с него. Но той е накаран от него да изпие чаша с отрова. Цялата му войска отива към тази на Птолемей I.